# Neuflieux
Neuflieux är en kommun i departementet Aisne i regionen Hauts-de-France i norra Frankrike. Kommunen ligger  i kantonen Chauny som ligger i arrondissementet Laon. År 2022 hade Neuflieux 78 invånare.

## Befolkningsutveckling
Antalet invånare i kommunen Neuflieux
Referens: INSEE